# Copelatus guérini
Copelatus guérini är en skalbaggsart som beskrevs av Aubé 1838. Copelatus guérini ingår i släktet Copelatus och familjen dykare. Inga underarter finns listade i Catalogue of Life.